# Phaca batesii
Phaca batesii là một loài thực vật có hoa trong họ Đậu. Loài này được (A. Nelson) A. Heller miêu tả khoa học đầu tiên năm 1914.